# Église du Sacré-Cœur-de-Jésus de Futog
Pour les articles homonymes, voir Église du Sacré-Cœur.
L'église du Sacré-Cœur-de-Jésus de Futog (en serbe cyrillique : Црква срца Исусовог ; en serbe latin : Crkva srca Isusovog) est une église catholique située à Futog, sur le territoire de la ville de Novi Sad, en Serbie. L'église, dont l'origine remonte au XVIIIe siècle, est inscrite sur la liste des monuments culturels de grande importance de la république de Serbie (identifiant no SK 1155).
La maison paroissiale, qui date de 1776, est elle aussi classée.

## Historique

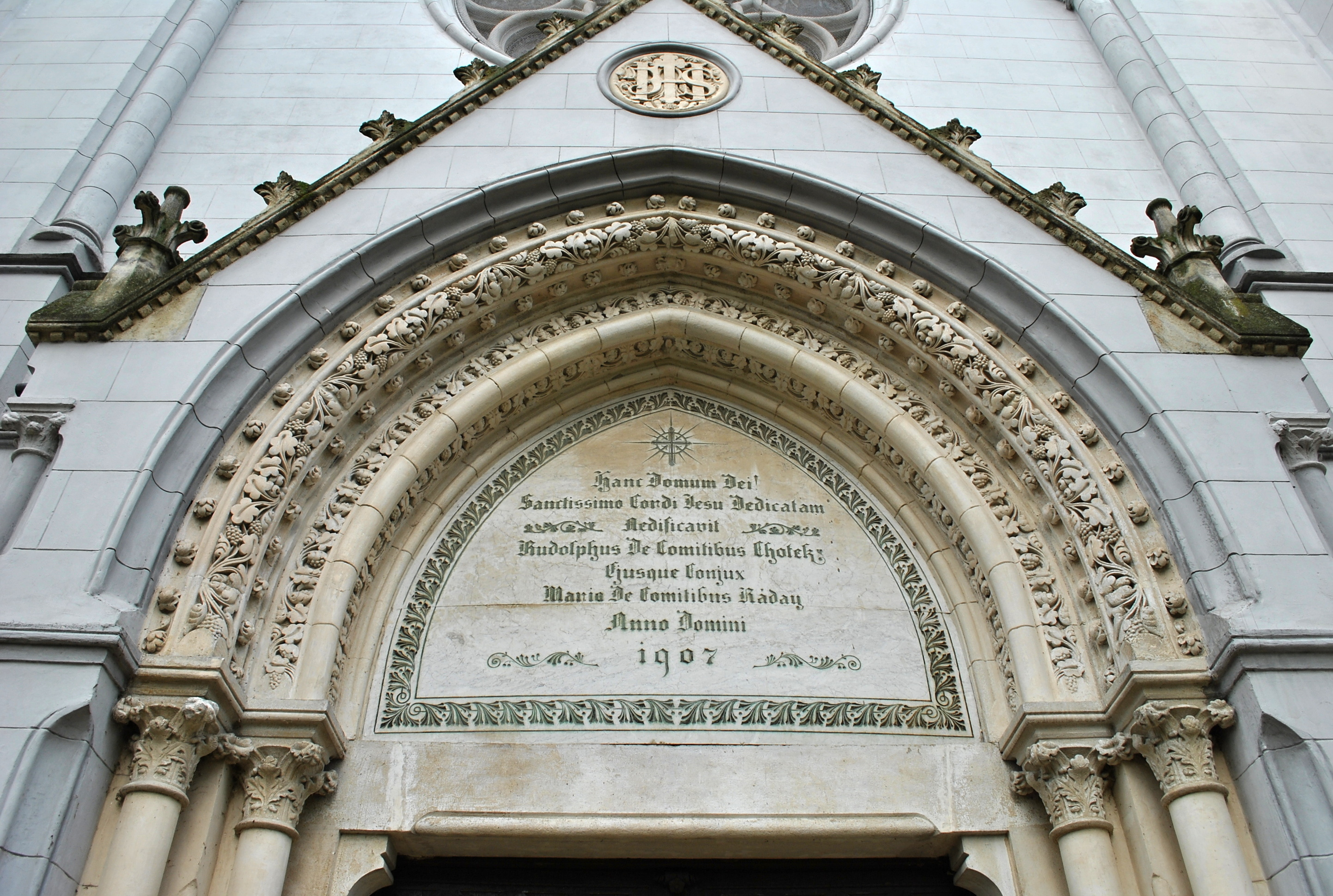
Inscription commémorative au-dessus de l'entrée principale

L'actuelle paroisse du Sacré-Cœur fait partie du doyenné de Novi Sad, dans le diocèse de Subotica ; elle a été créée en 1747. En 1776, le comte András Hadik, prince et possesseur de Futog, fit construire une église dédiée à la Sainte-Trinité ainsi qu'une maison paroissiale. Cette première église fut démolie et, à son emplacement, la comtesse Chotek y fit ériger un nouvel édifice consacré au Sacré-Cœur, construit entre 1906 et 1908 selon des plans de l'architecte Ferenc Véninger dans un style néo-gothique.
Au-dessus de l'entrée figure une inscription en lettres gothiques commémorant la nouvelle fondation de l'église et écrite en latin.

## Architecture et décoration

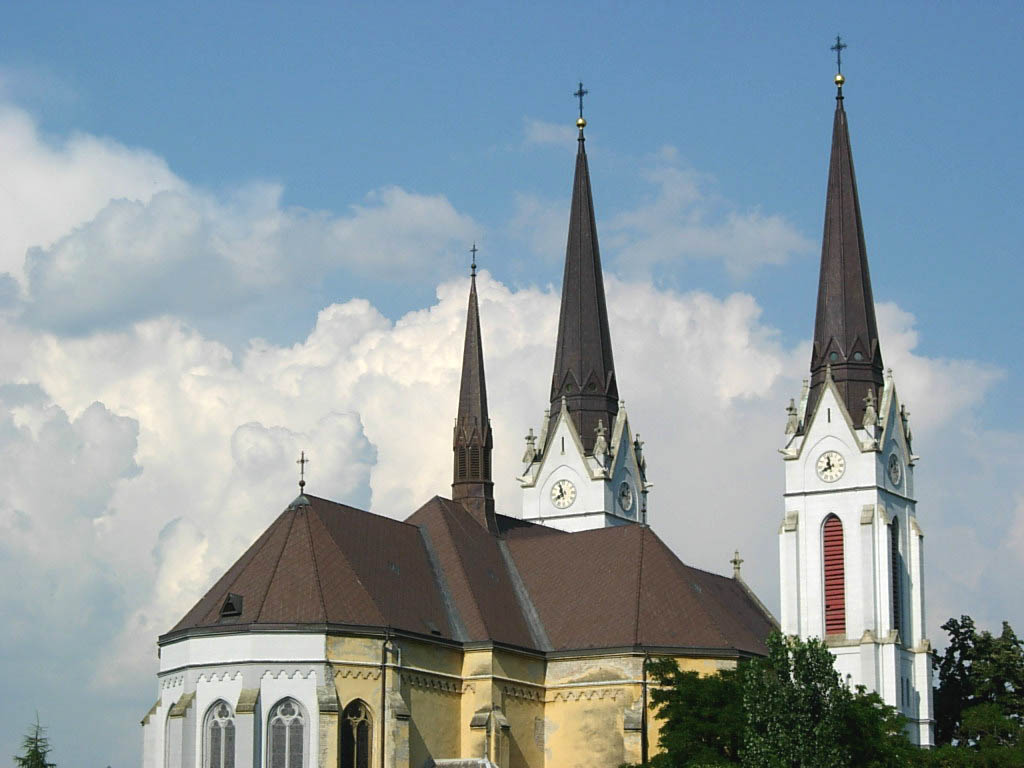
Autre vue de l'église

L'église, qui mesure 50 m de long sur 16,5 m de large, est constituée d'une nef principale prolongée par une abside et dotée de deux absides latérales. La façade principale est encadrée de deux tours-clochers à pignons se terminant par une toiture en forme de pyramides hexagonales et hautes de 54 m ; la façade principale est également ornée d'une grande rosace. Le portail est flanqué de colonnettes engagées surmontées de voussures ornementées et dominé par un tympan triangulaire.
Comme l'extérieur, l'intérieur est de style néo-gothique. L'église abrite cinq peintures de Jozef Ferenc Falkoner, un artiste de style baroque qui a vécu et travaillé à la fin du XVIIIe siècle et au début du XIXe siècle.

## Restauration
Des travaux de restauration de l'édifice ont été réalisés de 2001 à 2004.

## Offices
Les offices de l'église se déroulent en croate, en hongrois et en slovaque.